# John Bailey (calciatore)
John Bailey (Liverpool, 1º aprile 1957) è un ex calciatore inglese, di ruolo difensore.

## Palmarès

### Club

#### Competizioni nazionali
- Campionato inglese: 1

Everton: 1984-1985
- Coppa d'Inghilterra: 1

Everton: 1983-1984
- Charity Shield: 2

Everton: 1984, 1985

#### Competizioni internazionali
- Coppa delle Coppe: 1

Everton: 1984-1985